# Стефан I Блуаський
Стефан I Блуаський (англ. Stephen of Blois, фр. Étienne de Blois; близько 1096, Блуа — 25 жовтня 1154, Дувр) — король Англії в 1135—1154 роках. Узурпація Стефаном престолу Англо-Нормандскої монархії після смерті Генріха I Боклерка привела до громадянської війни між прихильниками Стефана і імператриці Матильди. У 1141 році, в результаті поразки в битві під Лінкольном король був полонений прихильниками Матильди, проте в кінці 1141 року отримав свободу і був відновлений на престолі. Практично за весь період правління Стефана в Англії продовжувалася феодальна анархія, що завершилася 1153 року визнанням спадкоємцем Стефана Генріха II Плантагенета, сина імператриці Матильди.

## Походження
Стефан був третім сином Етьєна II, графа Блуаського, і його дружини Адели Нормандської. Материнською лінією Стефан був онуком Вільгельма Завойовника. По смерті свого батька 1102 року графство Блуа, а також інші володіння Етьєна II успадкував старший брат Стефана Тібо, який надалі став графом Шампані й одним з найбільших феодалів Північної Франції. Стефан же з 1106 року виховувався при дворі свого дядька англійського короля Генріха I Боклерка, який згодом посвятив юного принца у лицарі. Близько 1112 року Генріх I подарував Стефану Мортенське графство у південно-західній Нормандії, а також великі землі в Англії — володіння Ланкастер, до складу якого входило близько 400 манорів, а також володіння Ай у Саффолку (260 манорів). В результаті Стефан увійшов до лав вищої англонормандської знаті. Багатство і вплив Стефана ще збільшились у 1125 році після його одруження з Матильдою Булонською, дочкою Есташа III, графа Булонського, яка незадовго до цього успадкувала Булонське графство на березі Ла-Маншу й володіння в Англії, що належали до нього.
Коли 1120 року у катастрофі поблизу берегів Нормандії загинув єдиний законний син Генріха I Вільгельм, Стефан деякий час вважався найімовірнішим наступником Генріха на англійському престолі. Хоч король мав дочку Матильду, але вона була одружена з імператором Генріхом V, й у випадку, якби корону успадкувала вона, Англії загрожувало б включення до складу Священної Римської імперії. Інший близький родич Генріха I — Вільгельм Клітон, син старшого брата короля, — був одним з головних супротивників Генріха в Європі та неодноразовий ініціатор повстань баронів у Нормандії. За цих умов Стефан, що постійно проживав в Англії та Нормандії і його добре знала місцева аристократія, був найбільш прийнятним кандидатом на престол. Популярності Стефана сприяли також його особисті якості. На відміну від своїх родичів з Нормандської династії, Стефан мав привабливий характер: він був сміливим, великодушним й дещо простуватим. Остання риса дозволила Вальтеру Мапу, англійському сатирику другої половини XII століття, заявити про Стефана, що окрім своєї військової доблесті, у всьому решта «він був практично ідіотом», що, безумовно, є сильним перебільшенням.
У 1125 році помер імператор Генріх V. Його смерть усунула перепони для проголошення Матильди спадкоємицею англійського престолу. Наступного року вона прибула в Англію, а на початку 1127 року під тиском короля Генріха I англо-нормандська аристократія й духовенство визнали її права на корону і склали їй клятву вірності. Серед тих, хто присягав Матильді був і Стефан Блуаський. Однак перспектива вступу на престол Англії жінки була із невдоволенням сприйнята значною частиною знаті. Становище ускладнювалось брутальністю та зверхністю імператриці, а також її несподіваним шлюбом із Жоффруа Плантагенетом, представником Анжуйського дому, який упродовж понад століття був основним супротивником нормандських герцогів у Північній Франції. В результаті, незважаючи на офіційне визнання Матильди спадкоємицею англійської корони, багато англо-нормандських баронів продовжували симпатизувати кандидатурі Стефана.

## Вступ на престол
1 грудня 1135 року помер король Генріх I. Тільки-но це стало відомо Стефану, що перебував у той час в Нормандії, він негайно відплив до Англії. Хоча Дувр і Кентербері не відчинили перед ним свої ворота, лондонці із натхненням вітали Стефана. Посилаючись на старовинні привілеї Лондона обирати королів Англії, городяни проголосили Стефана королем. Йому вдалось випередити своїх конкурентів — Матильда з малолітніми дітьми лишилась в Руані, а його старший брат Тібо вів тривалі перемовини з нормандськими баронами про своє обрання. Не гаючи часу, Стефан зайняв Вінчестер, де зберігалась англійська королівська казна, а вже 22 грудня 1135 року він був коронований королем Англії.
Своїм успіхом Стефан був зобов'язаний, головним чином, підтримці англійської церкви. Молодший брат нового короля — Генріх Блуаський — був єпископом Вінчестера й мав великий вплив серед вищого духовенства країни. На бік Стефана одразу перейшли архієпископ Кентерберійський Вільгельм де Корбейль та єпископ Солсберійський Роджер. Останній фактично очолював королівську адміністрацію за Генріха I й був найвпливовішою людиною в Англії. Вже на початку 1136 року обрання Стефана королем було підтверджено папою Інокентієм II. Це мало величезне значення, оскільки таким чином англонормандські барони звільнялись від провини за порушення клятви вірності Матильді, складеної ще 1127 року. У вдячність за підтримку церкви навесні 1136 року в Оксфорді Стефан підписав хартію вольностей англійської церкви, в якій він обіцяв не втручатись у церковні справи, повернути церковні володіння, відчужені ще за часів Вільгельма Завойовника, гарантував свободу виборів єпископів й абатів, незалежність церковних судів та відмовився від права вилучення церковних прибутків з земель вакантних єпископств.
22 березня 1136 року у Вестмінстері було скликано Велику королівську раду. Англійські барони одностайно визнали обрання Стефана королем і склали йому присягу вірності. У квітні того самого року Стефан домігся омажу від Роберта Глостерського, однокровного брата імператриці Матильди та, надалі, вождя її партії, при цьому король підписав обіцянку додержуватись й оберігати закони і стародавні звичаї англійського королівства. Підтримку знаті Стефан купив за досить дорогу ціну: до першого року його правління належать великі дарування земельних володінь різним англійським баронам та інтенсивна роздача дворянських титулів. Король також пообіцяв додержуватись прав англійської церкви й гарантував збереження вольностей Лондона. Вторгнення у 1136 році шотландського короля Давида I, який вирішив вступитись за права Матильди, призвело до поступки шотландцям Камберлендом та земельними володіннями в Середній Англії, що належать до титулу графа Гантінгдона, який було подаровано сину Давида I Генріху.
Завдяки обіцянкам, поступкам й подарункам, до 1137 року Стефан домігся значного посилення свого становища й загального визнання. Це дозволило королю у березні 1137 року вирушити в Нормандію, де до того часу розгорнулась боротьба між прибічниками Стефана та імператриці Матильди. Війська Жоффруа Анжуйського увійшли на територію герцогства та зайняли фортеці вздовж південного кордону. Хоч Стефан мав явну перевагу перед своїми супротивниками — нормандські барони традиційно ворожо ставились до анжуйців, Стефана підтримувало місцеве духовенство, Тібо Шампанський і король Франції, — експедиція в Нормандію завершилась провалом. Королю не вдалось завдати поразки військам Жоффруа Анжуйського, а конфлікти між нормандськими баронами та фламандськими найманцями Стефана призвели до розвалу армії. У липні Стефан був змушений укласти перемир'я з анжуйцями, а наприкінці року він повернувся до Англії. Крах нормандської експедиції Стефана серйозно підірвав довіру місцевої аристократії до короля й упевненість у його силах.

## Шотландське вторгнення й початок громадянської війни
Невдача короля Стефана в Нормандії сприяла активізації внутрішньої опозиції та зовнішніх супротивників. У січні 1138 року в Англію вторглась армія шотландського короля Давида I. За свідченням сучасників, це вторгнення супроводжувалось безпрецедентним розбоєм, пограбуванням монастирів, масовими вбивствами й захопленнями у рабство жінок та дітей. У поході Давида I до Північної Англії брали участь загони норвежців, данців, гелів з Гебридських островів та «піктів» Голуея. Можливо, саме з останніми пов'язані розповіді про жорстокість шотландців. Підхід армії Стефана змусив Давида I піти з Англії, однак негайно після відходу англійських військ шотландці знову вирушили розграбовувати Нортумберленд, Йоркшир і Ланкашир. Оборону північноанглійських графств узяв на себе Турстан, архієпископ Йоркський. 22 серпня 1138 року в битві Штандартів у Північному Йоркширі англійське ополчення під командуванням Турстана розгромило шотландську армію. Однак незважаючи на поразку, за кілька місяців набіги шотландців відновились. 9 квітня 1139 року Стефан уклав перемир'я з Давидом I, поступившись Шотландії всією територією на північ від Тісу (Нортумберленд і Камберленд).
Нездатність організувати оборону Північної Англії, провал експедиції до Нормандії й нове повстання в Уельсі, в результаті якого почалось вигнання нормандських баронів з південноваллійських земель, продемонстрували англійській аристократії «слабкість» короля Стефана. Влітку 1138 року Роберт Глостерський, один з найбільших магнатів Англо-Нормандської монархії, заявив про розрив зі Стефаном і визнав королевою свою зведену сестру Матильду. За Робертом на бік Матильди перейшли багато баронів західних та південних графств. Це означало початок громадянської війни в Англії.
Первинно воєнні дії розвивались сприятливо для Стефана: йому вдалось зайняти Шрусбері, Герефорд, Дувр, Варем, Глостер та у 1139 році — Вустер. Заколот прибічників Матильди було майже придушено, коли влітку того самого року король заарештував Роджера, єпископа Солсбері, й конфіскував його володіння. Це викликало обурення англійського духовенства, яке звинуватило Стефана у замаху на права церкви. Навіть брат Стефана Генріх Блуаський, єпископ Вінчестера і папський легат, виступив із різкою заявою королю й почав перемовини з прибічниками Матильди. Відхід духовенства від підтримки Стефана відбувся у критичний момент: 30 вересня 1139 року на узбережжі Сассекса висадилась імператриця Матильда з Робертом Глостерським. Матильда оселилась в Еранделі, натомість Роберт вирушив у Бристоль, який він перетворив на головну базу супротивників Стефана в Англії. Війна відновилась, причому в наступній кампанії король проявив себе нерішучим та невмілим полководцем. Він брав у облогу один за іншим замки прибічників імператриці у Вілтширі й Гемпширі, однак тільки одна облога (Мальмсбері) завершилась падінням фортеці. Пересування королівської армії були позбавлені будь-якого стратегічного плану. Більше того, заради додержання лицарських норм, Стефан надав супроводження Матильді для її переїзду в Бристоль.

## Полон і реставрація Стефана
Під час воєнних дій між прибічниками Стефана й Матильди у 1139-1140 роках жодна зі сторін не мала помітної переваги. Під контролем Матильди міцно утримувались західні графства, натомість східна Англія залишалась у цілому вірною Стефану. Головним театром війни були Вілтшир, Оксфордшир, Гемпшир та прикордонні області сусідніх графств. Воєнні дії не мали регулярного характеру, а були, головним чином, грабіжницькими набігами загонів баронів на володіння противника. До того часу належить, зокрема, дворазове розграбування й руйнування Вустера.
Наприкінці 1140 року Матильда отримала певну перевагу, коли на її бік перейшов Ранульф де Жернон, граф Честера та найбільш могутній магнат Північної Англії. Він захопив Лінкольн, жителі якого звернулись по допомогу до короля. Стефан поспішив на північ та узяв в облогу Лінкольнський замок. Ранульфу, однак, вдалось піти, й набравши нову армію у своїх чеширських та валлійських землях, на початку 1141 року він знову вирушив на Лінкольн. До нього приєднались загони Роберта Глостерського. 2 лютого 1141 року в битві під Лінкольном Ранульф де Жернон і Роберт Глостерський вщент розгромили королівську армію. В результаті битви короля Стефана було взято у полон.
Полоненого короля перевезли у Бристоль, де, за легендою, Стефана закували в ланцюги. Матильда негайно вирушила до Вінчестера, де заволоділа королівською казною й була обрана королевою Англії. У червні 1141 року Матильда вступила в Лондон. Однак правління імператриці виявилось нетривалим. Своєю політикою вона налаштувала проти себе лондонців, які підбурили заколот і вигнали імператрицю. Одночасно в Кенті Вільгельм Іпрський сформував нову армію, на чолі якої постала дружина Стефана королева Матильда Булонська, що мала велику популярність у народі. Королеві Матильді вдалось розколоти табір прибічників імператриці й залучити на свій бік частину її колишніх прибічників, в тому числі Жоффруа де Мандевіля й Генріха Блуаського. 14 вересня 1141 року війська королеви здобули перемогу над армією імператриці у битві під Вінчестером й захопили у полон Роберта Глостерського. 1 листопада 1141 року графа Роберта було обміняно на короля Стефана, який таким чином здобув свободу й повернувся у Лондон.
7 грудня у Вестмінстері, під головуванням папського легата Генріха Блуаського зібралась Велика королівська рада, на якій було підтверджено реставрацію короля. На Різдво Стефан був удруге коронований королем Англії. Відновлення активних воєнних дій проти Матильди було дещо затримано хворобою Стефана та його візитом у Йорк. Лише влітку 1142 року король зміг перейти у наступ. Його війська захопили Варем, перерізавши тим самим зв'язок Матильди з анжуйцями в Нормандії, а 26 вересня увійшли в Оксфорд, обложивши імператрицю в Оксфордському замку. Облога тривала три місяці й завершилась капітуляцією фортеці. Матильді, однак, вдалось потай втекти до Воллінгфорда. Менш вдалими для Стефана були воєнні дії 1143 року: його війська зазнали поразки під Вілтоном, а Роберт Глостерський захопив замок Шерборн. Врешті-решт кордон між територіями, підконтрольними Стефану й Матильді, встановився вздовж лінії: східний Девон — західний Вілтшир — західний Оксфордшир, з ексклавом прибічників Матильди у Воллінгфорді. У той час, як в Англії до 1144 року положення стабілізувалось, Нормандія перейшла під владу Жоффруа Анжуйського: вже 1143 року анжуйці захопили Мортен, Фалез, Лізьє, Кутанс і Шербур, а 19 січня 1144 року увійшли в Руан, де Жоффруа був проголошений герцогом Нормандії.

## Правління Стефана в Англії у 1140-их— на початку 1150-их років
Хоч до кінця 1143 року активні воєнні дії між Стефаном і Матильдою припинились, ситуація у підконтрольних королю регіонах залишалась далекою від спокою. Слабкість королівської влади й різке посилення впливу місцевої аристократії призвели до стану феодальної анархії в Англії. Сильні барони фактично не підпорядковувались королю, узурпували контроль над адміністрацією й судовою системою графств, а дехто почав карбувати власну монету. Всією країною зводились замки — осередки баронської влади у графствах. Постійно спалахували міжусобні конфлікти, почастішали випадки прямого розбою баронів щодо жителів прилеглих сіл та міст
З плином часу позиції прибічників Матильди послабшали. Захоплення Стефаном Фарінгтона у 1145 році перерізало комунікації між західними графствами й замками Матильди в долині Темзи. По смерті Міля Глостерського 1143 року й Роберта Глостерського 1147 року партія імператриці втратила своїх лідерів. Навіть прибуття до Англії старшого сина Матильди Генріха Плантагенета у 1147 році не дало результату: його загін зазнав поразки під Криклейдом та юний принц був змушений повернутись до Нормандії, причому шляхетний Стефан сам відшкодував видатки з його повернення. Усвідомивши безперспективність продовження боротьби, у лютому 1148 року Англію залишила сама імператриця Матильда.
Пом'якшенню розпалу протистояння сприяв також Другий хрестовий похід, що розпочався 1146 року, до якого приєдналось багато англійських баронів, як прибічників Матильди, так і Стефана. Одним з найважливіших для Англії результатів цього походу стало взяття англійськими моряками Лісабона 1147 року та їхньої операції проти маврів Португалії, що започаткувало тривалий англо-португальський союз.
Феодальна анархія завдала значних збитків господарству країни, призвела до дезорганізації адміністративної та судової систем Англії. Однак Стефану вдалось уникнути фінансової кризи. Упродовж його правління англійська монета лишалась вагомою, до казни продовжували надходити феодальні ренти й інші королівські прибутки, нові податки не запроваджувались, а «данські гроші», якщо і стягувались, то у невеликому обсязі. Фінансування воєнних дій, а також звичайних державних видатків, судячи з усього, здійснювались із запасів, накопичених у казні Генріхом I, епізодичних конфіскацій (найбільша — конфіскація володінь і статків Роджера Солсберійського у 1139 році), а також надходжень з міст. Останнє джерело прибутку набуло у період правління Стефана особливого значення: більша частина англійських міст знаходилась у східній частині країни та залишалась під контролем короля упродовж всієї громадянської війни. Стефан турбувався про підтримання статку міст і розвиток їхньої торгівлі, активно роздавав хартії міських вольностей й надавав різноманітні пільги. Він неодноразово брав позики у багатих англійських торгівців й погашав їх передачею земельних володінь.

## Завершення громадянської війни і смерть Стефана
Починаючи з 1149 року на чолі партії прибічників імператриці Матильди встав її старший син Генріх Плантагенет. У 1149 році він прибув до Північної Англії, де спільно з шотландським королем Давидом I планував організувати наступ на Йорк. Однак підхід великої армії короля Стефана зірвав плани союзників. Генріх перебрався до Глостерширу, але зустрів рішучий опір королівських загонів і був змушений у січні 1150 року повернутись до Нормандії. Невдовзі, однак, ситуація радикально змінилась. Після смерті батька у 1151 році Генріх став правителем Нормандії й Анжу, а у 1152 році одруженням з Алієнор Аквітанською приєднав до своїх володінь велике герцогство Аквітанія. В результаті під владою Генріха Плантагенета опинилась більша частина Франції. Спираючись на економічні та військові ресурси своїх земель, у січні 1153 року Генріх знову вирушив до Англії.
До того часу становище Стефана у країні було підірвано його конфліктом з англійським духовенством у зв'язку зі спробами короля домогтись обрання архієпископом Йоркським Вільяма Фіц-Герберта й організувати коронацію свого старшого сина Євстахія. Архієпископ Кентерберійський Теобальд, підтриманий папою римським Євгенієм III, відмовився задовольнити це бажання короля, заявивши, що «Стефан захопив королівський престол у порушення своєї клятви». Конфлікт із вищим духовенством значно послабив сили короля. Військова кампанія 1153 року була провалена. Армії Стефана й Генріха зустрілись в районі Мальмсбері на берегах річки Ейвон. Проливні дощі призвели до розвалу королівської армії та її безладного відступу. Генріх зайняв Малмсбері, а потім вирушив на північ. До літа 1153 року йому вдалось підкорити усі західні графства, а у червні взяти Ворік й Лестер. Потім пали Татбері й Бедфорд. Зрештою Генріх вирушив на Воллінгфорд, обложений королівською армією. Стефан не наважився вступити у бій й уклав з Генріхом перемир'я. Проти припинення війни виступив син Стефана Євстахій, однак у серпні 1153 року його було вбито в одному з грабіжницьких походів у Східній Англії.
Смерть Євстахія сильно вплинула на короля Стефана. Втомлений від двох десятиліть практично безупинної війни, розчарований і зламаний загибеллю старшого сина, Стефан погодився піти на компроміс. В результаті кількох місяців перемовин, які велись за посередництва архієпископа Теобальда і єпископа Генріха Вінчестерського, були узгоджені умови так званої «Воллінгфордської угоди». Стефан визнав спадкоємцем корони Англії Генріха Плантагенета, а той гарантував збереження за другим сином короля земельних володінь в Англії, Нормандії та Булоні, а також забезпечував складання омажу Стефану баронами західних графств. Умови угоди були ратифіковані Стефаном і Генріхом у грудні 1153 року у Вестмінстері. Це означало завершення громадянської війни в Англії.
За десять місяців, 25 жовтня 1154 року король Стефан помер. Його було поховано у заснованому ним абатстві Фейвешем у Кенті. Відповідно до Воллінгфордської угоди, Стефану на англійському престолі спадкував Генріх II, засновник династії Плантагенетів та «Анжуйської імперії».

## Родина
Дружина: (з 1125) — Матильда (1105—1151), графиня Булонська, дочка Євстахія III, графа Булонського.
Діти:
1. Бодуен де Блуа (1126 — бл. 1135);
2. Євстахій IV (1127—1153) — граф Мортенський (1135—1141), граф Булонський (з 1151);
3. Матильда де Блуа (1133? — бл. 1137) — заручена (1136) з Галераном IV де Бомон, графом Меланським;
4. Вільгельм де Блуа (1134—1159) — граф Булонський і де Мортен (з 1153), 4-й граф Суррей (з 1153);
5. Марія де Блуа (бл. 1136—1182) — графиня Булонська (з 1159), у шлюбі (1160) з Матьє Лотарінгським (бл. 1140—1173), сином Теодоріха Ельзаського, графа Фландрії.

Стефан мав також кількох побічних дітей, один з яких, Жерве (нар. 1117), став абатом Вестмінстерського абатства.